# Tove Lo
Ebba Tove Elsa Nilsson (Estocolm, Suècia, 29 d'octubre de 1987), més coneguda pel seu nom artístic Tove Lo, és una cantant i compositora sueca. És coneguda pel seu èxit «Habits (Stay High)» que va arribar al número 3 a la llista Billboard Hot 100. Va debutar amb el seu EP Truth Serum el març de 2014. Va compondre cançons per a diversos artistes, entre d'altres per a Icona Pop. La seva veu és sovint comparada amb la de Taylor Swift, Carly Rae Jepsen i Selena Gomez.
Considerada «L'artista pop sueca més obscura» per la revista Rolling Stone, Tove Lo és coneguda per implementar influències del grunge en la música pop. La seva característica honestedat, complexitat i el seu contingut líric autobiogràfic l'ha fet ser titllada de «La noia més trista de Suècia» per diverses fonts.